# Mother of the Shadows
Mother of the Shadows è un cortometraggio muto del 1914 diretto da George Osborne.

## Produzione
Il film fu prodotto dalla Kay-Bee Pictures.

## Distribuzione
Distribuito dalla Mutual, il film - un cortometraggio in due bobine - uscì nelle sale statunitensi il 4 dicembre 1914.